# 皮奎 (堪薩斯州)
皮奎（英語：Piqua）是位於美國堪薩斯州伍德森縣尼歐肖福爾斯鎮區的一個非建制地區。

## 地理
皮奎所處的海拔為高於海平面313米（即1027英呎），而該地所採用的時區為UTC-6，即北美中部時區（CST）。同時該地設有夏令時間，為UTC-6調快一小時，即UTC-5（CDT）。